# Escala d'analgèsia de l'OMS
L'escala d'analgèsia de l'OMS, també coneguda amb el nom d'escala del dolor de l'OMS o escala terapèutica del dolor de l'OMS, va ser proposada l'any 1984 a Ginebra i va ser publicada l'any 1986 per l'Organització Mundial de la Salut (OMS). Aquesta escala té la finalitat de determinar un mètode o protocol pel tractament i control del dolor en pacients amb càncer. Aquesta escala és diferent de les escales que s'utilitzen per valorar de forma objectiva el grau de dolor d'una persona. Per exemple, l'escala visual analògica (EVA). Aquesta escala també s'aplica a persones amb malalties reumatològiques.
En els pacients amb càncer, i en aquells que assoleixen un estat terminal, el dolor sol ser un dels símptomes refractaris. Apareix en un 30-40% dels casos recentment diagnosticats, entre un 25-65% en pacients amb estadis avançats i, de forma general, un 75% dels pacients requeriran tractament per control de dolor. És un dels símptomes més difícils de controlar pels facultatius. Aquest mètode permet controlar el dolor en aproximadament 90% de casos amb pacients amb càncer i un 75% en pacients terminals.

## Història

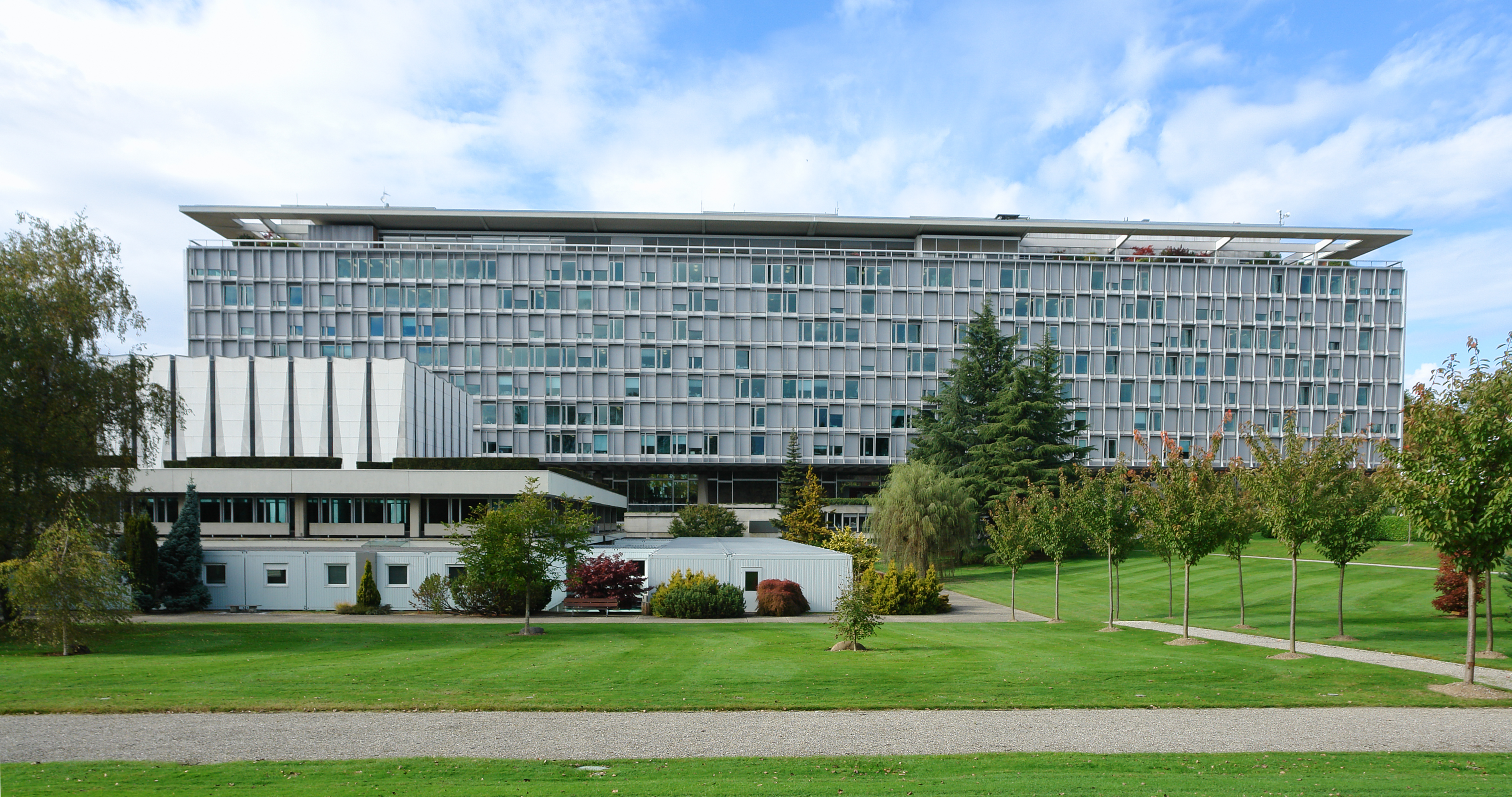
Seu de l'OMS a Ginebra

L'OMS publica en 1986 a Ginebra el document anomenat Cancer Pain Relief recollir l'any 1998 a la revista Anesthesia & Analgesia.  La segona edició d'aquesta escala d'analgèsia de l'OMS es va presentar l'any 1996.
En un primer moment l'escala d'analgèsia dels tres esglaons va ser creada per fer-ne difusió i aplicar-se en països del tercer món. Els habitants dels països del tercer món viuen en condicions mínimes, tenen pocs recursos humans i materials i no tenen facilitats per realitzar caràcter de caràcter curatiu o preventiu. Aquest va ser el motiu pel qual es va crear aquest mètode amb la finalitat de pal·liar el dolor en persones amb càncer terminal.
Amb el pas del temps els professionals sanitaris han anat aplicant aquest mètode i, els seus resultats han estat positius. Aquest mètode s'ha estès a països desenvolupats, subdesenvolupats o en procés de creixement, Avui en dia, és considerat un principi general pel tractament de diversos tipus de dolor, sempre amb més èmfasi en el tractament del dolor d'etiologia cancerígena.
L'any 2006 es va celebrar el vintè aniversari de l'Escala d'analgèsia de l'OMS. Tot i així, durant aquests vint anys aquest mètode ha estat qüestionat diverses vegades per la seva simplicitat.
En l'actualitat s'ha proposat un quart esglaó de l'escala d'analgèsia de l'OMS. En molts casos, el tercer esglaó és suficient per controlar el dolor dels pacients amb càncer però, en altres casos no s'aconsegueix un bon control del dolor amb els fàrmacs del tercer esglaó. En aquest quart esglaó es proposen realitzar bloquejos de nervis, administració de fàrmacs per via espinal, tècniques d'estimulació elèctrica i neurocirurgia.

## Esglaons de l'escala d'analgèsia de l'OMS
L'escala d'analgèsia de l'OMS està constituïda per tres esglaons. Cada un d'ells està indicat per una tipologia de dolor.
| Esglaó | Grau de dolor | Escala visual analògica (EVA) |
| ------ | ------------- | ----------------------------- |
| Primer | Lleu          | 1 a 3                         |
| Segon  | Moderat       | 4 a 7                         |
| Tercer | Sever         | 7 a 10                        |
| Quart  | Molt sever    | >10                           |

### Primer esglaó
En el primer esglaó de l'escala terapèutica del dolor hi han els fàrmacs no opioides combinats amb fàrmacs coadjuvants. Aquests fàrmacs s'administren quan el dolor, valorar prèviament mitjançant l'escala EVA, és d'entre 1 i 3. Antigament, el fàrmac més conegut i utilitzat d'aquest grup era l'àcid acetilsalicílic que ha estat desplaçat pel paracetamol. Els fàrmacs que formen part d'aquest grup són: 
- Antiinflamatoris no esteroidals (AINE): Àcid acetilsalicílic, ibuprofèn, diclofenac, ketorolac.
- Altres: Paracetamol, metamizole (EFG, Nolotil), etc.

Els fàrmacs del primer esglaó tenen l'anomenat "sostre terapèutic" és a dir, arriba un moment en el qual per més dosi de fàrmac que s'administri no s'incrementa l'analgèsia.

#### Aspirina

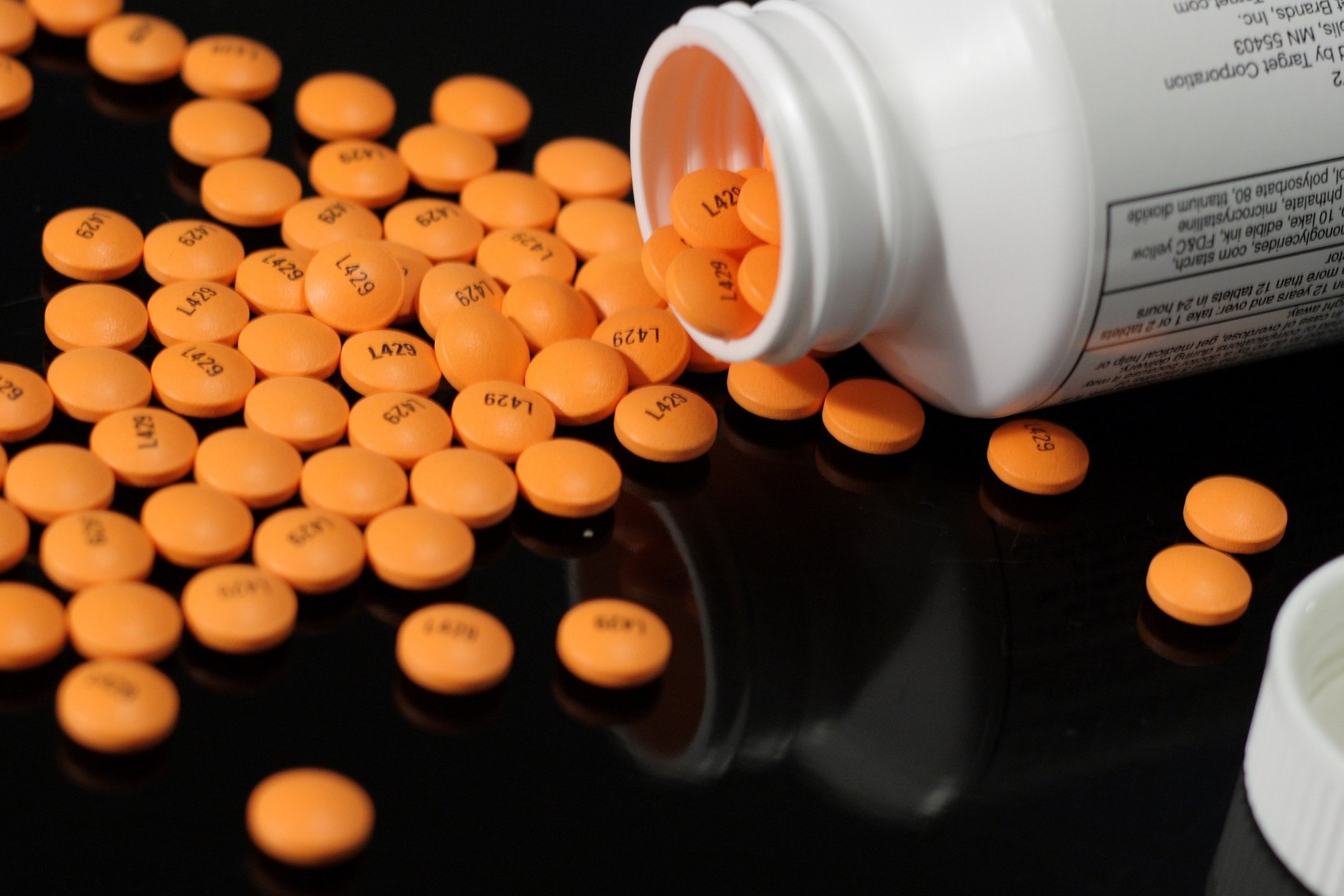
Comprimits d'aspirina disponibles comercialment

Antigament, l'aspirina era el fàrmac representant del primer esglaó de l'escala d'analgèsia. Tot i així, amb el temps el fàrmac més representatiu ha estat el paracetamol. L'àcid acetilsalicílic és el principi actiu de l'aspirina i el seu mecanisme d'acció consisteix en la inhibició de la síntesi de les prostaglandines. Generalment, aquest fàrmac està indicat en dolor lleu i d'etiologia òssia. La seva vida mitjana és d'entre 3 i 6 hores.
Com tots els fàrmacs, l'aspirina, té tota una sèrie d'efectes secundaris freqüents que s'han de conèixer: Trastorns gastrointestinals, Hipoprotombinèmia, Trastorns respiratoris, Urticària, etc. També hi ha tota una sèrie d'efectes secundaris que no són tan freqüents però s'han observat entre 1 i 100 de cada 1.000 persones. Aquests són: Anèmia, trastorns hepàtics, canvis en el patró urinari, dolor abdominal, etc.
La dosi màxima de fàrmac que es pot administrar és de 500 - 1000 mg cada 4 hores.

#### Paracetamol

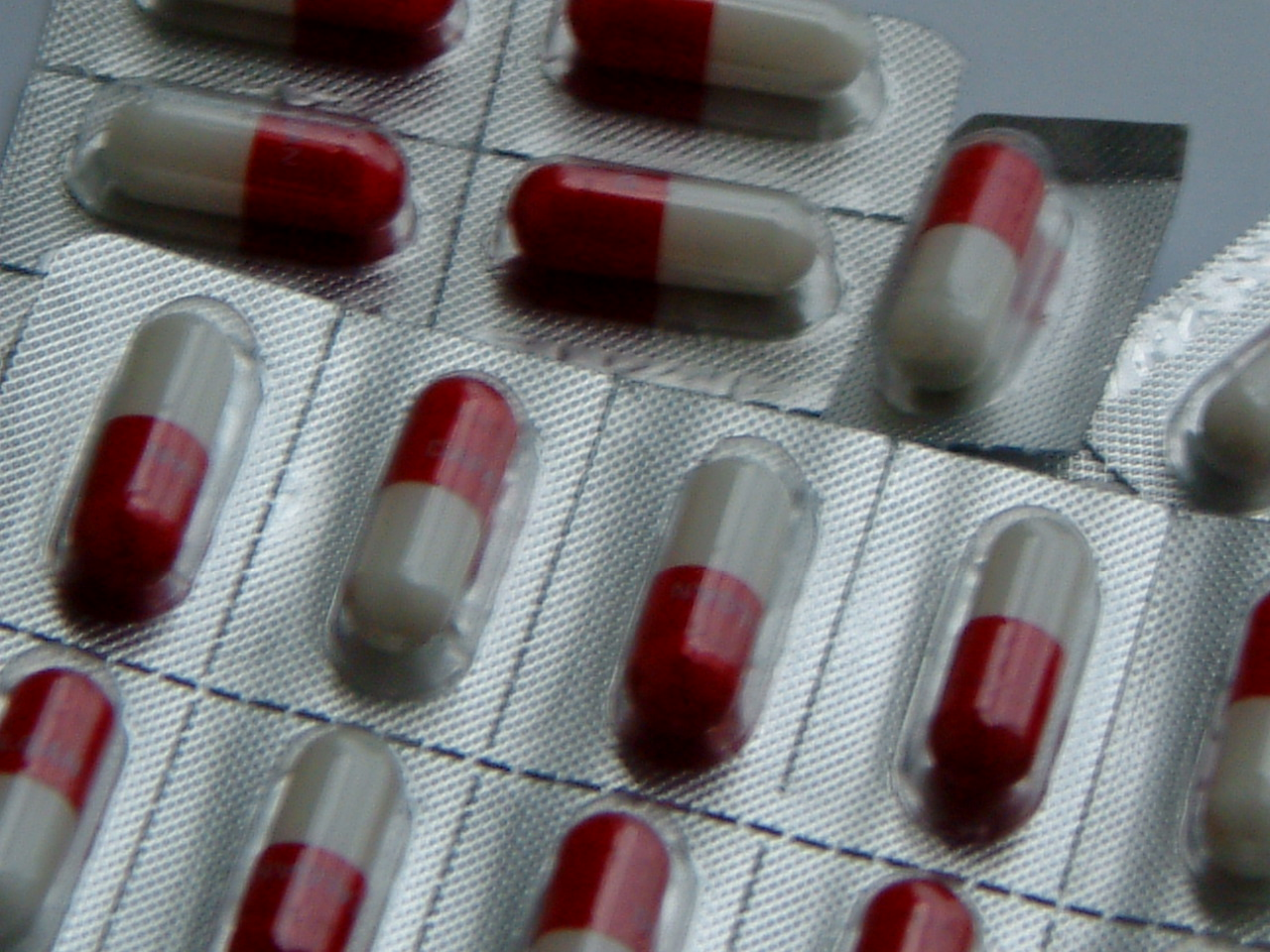
Paracetamol en forma de comprimits

Elparacetamol o acetaminofén és un analgèsic molt utilitzat en l'actualitat. Posseeix propietats analgèsiques i antipirètiques semblants a les de l'aspirina però no té activitat antiinflamatòria, ni exerceix cap efecte antiplaquetari. El seu mecanisme d'acció és desconegut però es té coneixement que actua a nivell central. El paracetamol és un fàrmac que està indicat en el tractament del dolor lleuger/moderat o febre. Alguns dels casos en els quals es podria administrar el paracetamol són: cefalees, miàlgies, dolor d'espatlla, dolor dental, dismenorrea, molèsties associades als refredats o grip, etc.
Com tot fàrmac té una sèrie d'efectes secundaris. Aquests són: hepatotoxicitat, hipotensió arterial, erupcions cutànies, etc.
Les dosis recomanades per l'administració de paracetamol són:
- Adults i infants > 12 anys: 325-650 mg per via oral o rectal cada 4-6 hores. Alternativament, 1.000 mg, 2-4 vegades al dia. No han de sobrepassar-se dosi de més d'1 g de cop o més de 4 g al dia.
- Infants < 12 anys: 10-15 mg/kg per via oral o rectal cada 4-6 hores.
- No administrar més de cinc dosi en 24 hores.
- Nadons: 10-15 mg/kg per quilo per via oral cada 6-8 hores[13]

La dosi màxima de paracetamol és de 1.000 mgs cada 4 hores.

### Segon esglaó
En el segon esglaó de l'escala terapèutica del dolor s'hi troben els fàrmacs opioides dèbils més els AINE i fàrmacs coadjuvants. Aquests fàrmacs s'administren quan el dolor, valorat mitjançant l'escala EVA és d'entre 4 i 7. El fàrmac representant d'aquest grup és el tramadol.
- Opioides dèbils: Tramadol, codeïna, hidrocodona (o dihidrocodeinona, vicodina), dihidrocodeïna (dicodin), oxicodona a dosis baixes, propofixeno, etc.

#### Tramadol

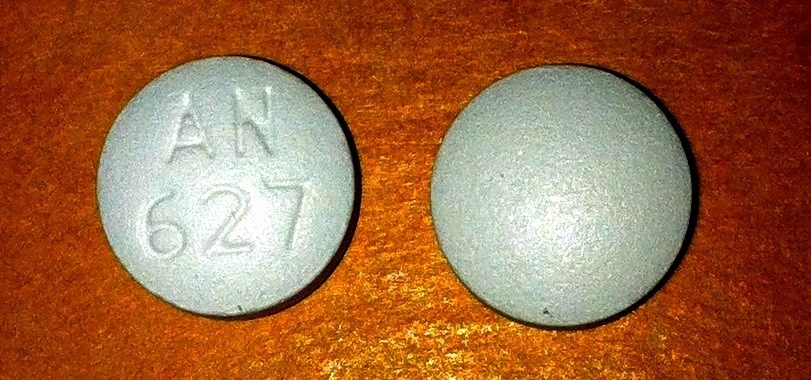
Comprimits de Tramadol

El tramadol és un analgèsic de tipus opioide que alleuja el dolor actuant sobre cèl·lules nervioses específiques de la medul·la espinal i del cervell. El seu mecanisme d'acció consisteix en la inhibició de la recaptació neuronal de noradrenalina i la intensificació de l'alliberació de serotonina.
Aquest fàrmac inicia el seu efecte quan s'ha absorbit un 30% d'aquest aproximadament. La potència del tramadol és 1/10 - 1/6 respecte de la morfina.
Com tot fàrmac, el tramadol, té tota una sèrie d'efectes secundaris que s'han de tenir en compte. Hi ha els efectes secundaris freqüents com per exemple, mareig, nàusees, diaforesi, astènia, cefalees, etc. També, hi ha aquells que no són tan freqüents com: taquicàrdia/bradicàrdia, hipotensió postural, etc.
Abans de pautar o administrar el tramadol s'ha de tenir en compte les contraindicacions per evitar complicacions. Aquestes són: hipersensibilitat al tramadol, pacients amb epilèpsia no controlada, pacients menors de 12 anys, etc.

#### Codeïna
La codeïna (metilmorfina) és un alcaloide present de manera natural a l'opi. Es pot presentar bé en forma de cristalls inodors i incolors, o bé com una pols cristal·lina blanca. L'origen del seu nom és la paraula d'arrel grega que significa "cap d'adormidera". La codeïna és un calmant semblant a la morfina, però molt menys potent i amb petits efectes sedants.
Els efectes secundaris de la codeïna són: nàusees, vòmits, mareig, restrenyiment, etc. Lles contraindicacions de la codeïna són: Hipersensibilitat, asma, MPOC, embaràs, lactància, etc.
La dosi màxima de fàrmac que es pot administrar és de 60 mg cada 4 hores.

### Tercer esglaó
En el darrer esglaó de l'escala terapèutica del dolor trobem els opioides que es combinen amb els no opioides i fàrmacs coadjuvants. Aquests no es poden combinar amb els opioides dèbils. Aquests s'administren quan el dolor, mitjançant l'escala EVA, és superior a 7. El fàrmac representant és la morfina i els seus derivats.Tots els opiacis majors es dispensen amb recepta oficial d'estupefaent. Hi ha una excepció, la buprenorfina.
- Opioides forts: Morfina, hidromorfona, metadona, fentanil, diamorfina, oxicodona d'alliberació retardada,etc.

#### Morfina

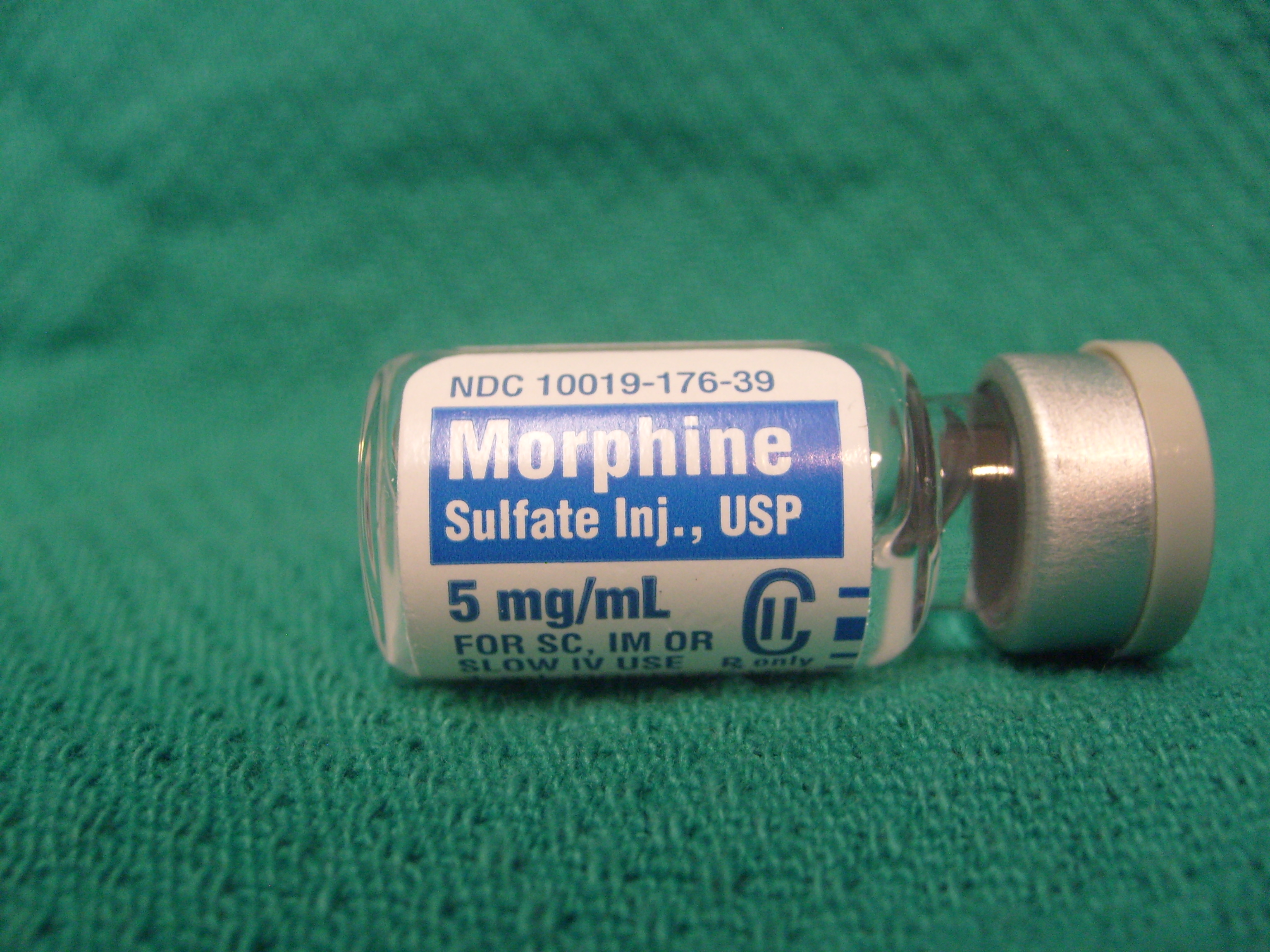
Vial de morfina, 5mg/ml

La morfina és una droga opiàcia analgèsica molt potent, i és el principal component actiu en l'opi. L'efecte principal de la morfina es deu a la seva interacció amb els receptors opioides del sistema nerviós central i d'altres estructures anatòmiques, com la bufeta urinària i aparell digestiu. La morfina actua principalment com un agonista dels receptors μ; aquesta actua inhibint l'alliberació de neurotransmissors transportadors d'estímuls dolorosos. Així doncs, l'acció característica de la morfina és l'analgèsia, és a dir, alleujament del dolor sense pèrdua de consciència. La morfina es metabolitza principalment en el fetge i en menor quantitat en el cervell i els ronyons.
Avui en dia, la morfina és considerada el fàrmac d'elecció en el tractament del dolor oncològic.

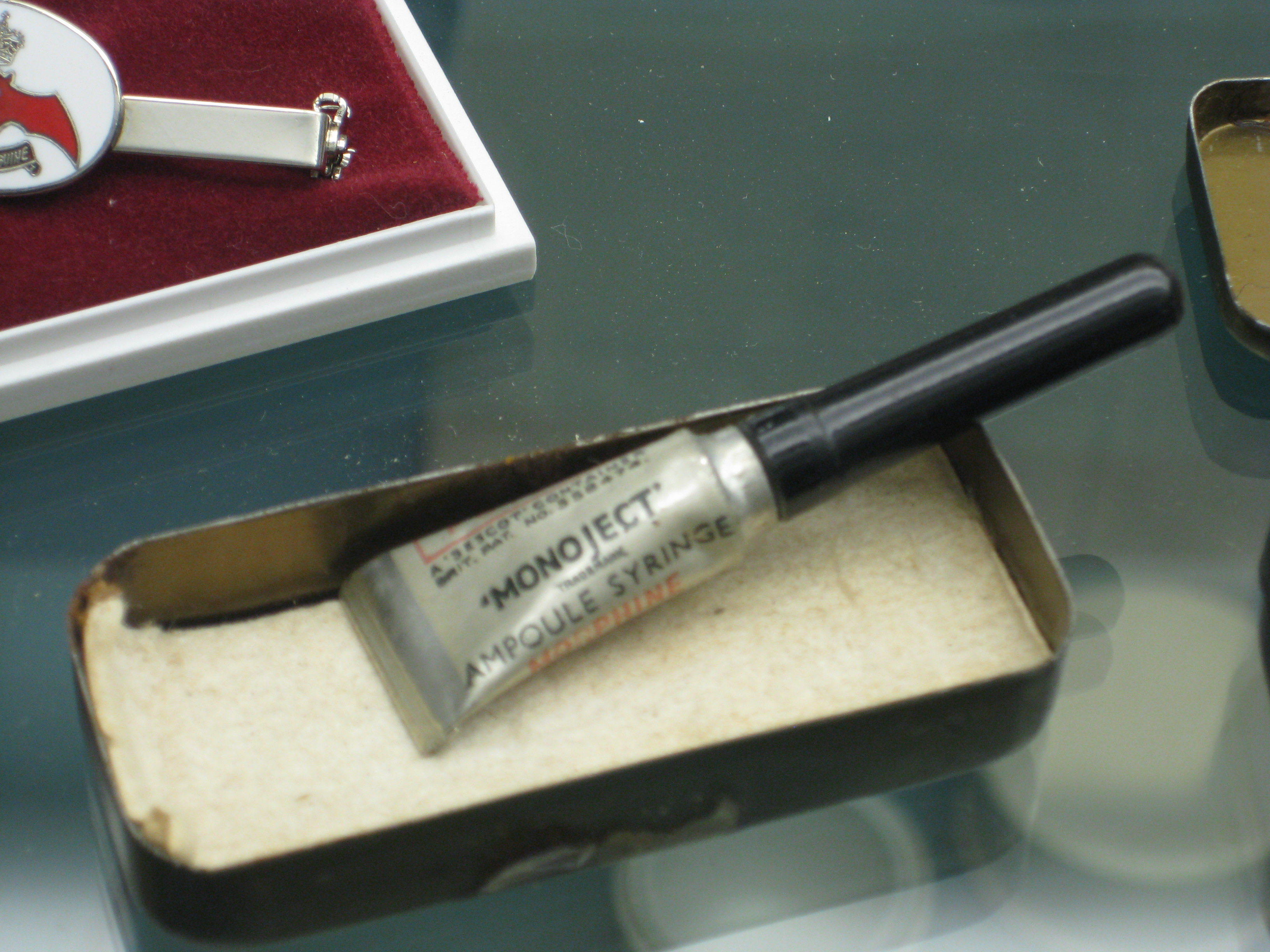
Vial de morfina que s'utilitzava a la Segona Guerra Mundial

Els efectes secundaris de la morfina són: confusió mental, alteracions del pensament, insomni, cefalees, somnolència, mareig, depressió respiratòria, retenció urinària, xerostomia, astènia, etc.
En alguns casos la morfina no pot ser utilitzada, aquestes contraindicacions són: hipersensibilitat a la morfina, depressió respiratòria severa, pressió intracraneal elevada, insuficiència respiratòria, cianosi, etc.

### Quart esglaó
El quart esglaó de l'escala d'analgèsia de l'OMS constitueix el darrer esglaó. En aquest esglaó hi formen part els mecanismes i accions invasives per aconseguir controlar el dolor. Està indicat quan el valor de l'EVA és superior a 10.

#### Analgèsia per via espinal: epidural o intradural
La seva finalitat és alterar la percepció del dolor. Els fàrmacs opioides que es poden administrar per aquesta via són: morfina, fentanil, metadona i petidina. Hi ha altres fàrmacs que també poden ser administrats per via espinal com: haloperidol, midazolam, baclofèn, etc. S'administren per via espinal a través d'una bomba d'infusió o d'un catèter espinal el qual pot es pot mantenir més temps per controlar el dolor.

#### Bloquejos anestèsics radiculars
Tècnica que té com a finalitat bloquejar els nervis a curt o llarg termini per disminuir el dolor. Consisteix a administrar substàncies anestèsiques directament als nervis.

#### Tècniques d'estimulació elèctrica
Tècnica poc utilitzada per la seva complexitat i elevat cost.

#### Neurocirurgia
Algunes tècniques de neurocirurgia són: cordotomia percutània, rizotomia i mielotomia comisural.

## Fàrmacs coadjuvants
Els fàrmacs coadjuvants són medicaments que per si sols no tenen un efecte analgèsic però combinats amb altres fàrmacs amb acció analgèsica poden ajudar aconseguir un bon control del dolor. A l'escala d'analgèsia de l'OMS s'utilitzen els fàrmacs coadjuvants en tots els seus esglaons. Aquests permeten prevenir o ajudar a controlar aquells símptomes concomitants que incrementen el malestar i la sensació dolorosa de la persona. Els símptomes concomitants són aquells que són difícils de controlar.
Els grups de fàrmacs coadjuvants més utilitzats són: Antidepressius, antiepilèptics, ansiolítics, esteroides, corticoides, relaxants musculars, etc.

## Conceptes essencials de l'OMS per la teràpia farmacològica
L'OMS juntament amb la seva proposta i, finalment adaptació de l'escala d'analgèsia a l'entorn hospitalari, va donar a conèixer 5 conceptes essencials alhora de dur a terme la teràpia farmacològica pel control del dolor. Aquests són: Per via oral, Per horari, simultàniament amb l'escala, de manera individual i amb atenció detallada.

### Per via oral
La via oral serà la via d'elecció per l'administració de fàrmacs. Aquesta via és més fàcil, senzilla, còmode i evita molts efectes secundaris. La seva eficàcia ha estat provada. Les altres vies són la segona opció d'administració quan la via oral no sigui possible. Per exemple, problemes de deglució. La segona via d'administració d'elecció en pacients oncològics és la via subcutània.

### Per horari
Els fàrmacs s'han d'administrar respectant les hores que han de passar entre si. La medicació ha d'estar pautada de forma meticulosa. S'administren en intervals determinats i sempre intentant evitar que els efectes analgèsics de les dosis anteriors hagin desaparegut.

### Simultàniament amb l'escala
Posteriorment a la valoració del dolor s'hauran de seguir els passos indicats a l'escala d'analgèsia de l'OMS. El dolor es valora amb l'EVA i altres factors(expressió facial, exteriorització del dolor, etc). Tot seguit, s'iniciarà el tractament amb els fàrmacs del primer, segon o tercer esglaó segons es precisi. No sempre s'han de seguir els esglaons en ordre. Si la persona té un dolor sever i no pot ser controlat amb fàrmacs del primer esglaó podem passar al tercer directament. L'objectiu és el control del dolor. Els fàrmacs sempre requereixen prescripció mèdica.

### De manera individual
Cada tractament és individual. Els fàrmacs no actuen igual per totes les persones. Per aquest motiu, el tractament ha de ser individualitzat. Primerament, es realitzà una valoració de la persona, de forma holística. Tot seguit, s'iniciarà la pauta analgèsica i s'anirà observant i valorant els efectes que té sobre l'individu. Si es precisa es duran a terme canvis per atenuar i controlar el dolor.

### Amb atenció detallada
Alhora d'administrar els fàrmacs opioides s'ha d'anar amb compte, ja que està contraindicat combinar fàrmacs del segon i tercer esglaó, és a dir, un fàrmac opioide dèbil i un de fort. Els fàrmacs del primer esglaó es poden combinar tant amb els del segon com amb els del tercer esglaó.
El control del dolor no és un objectiu terapèutic fàcil d'aconseguir. Hi ha molts factors que influeixen i desencadenen la sensació de dolor. Un dels problemes que sorgeixen en les unitats de cures pal·liatives són les crisis de dolor, conegudes com a crisis episòdiques o passatgeres. La seva aparició sobtada obliga administrar altres fàrmacs analgèsics per pal·liar el dolor.